# Petermann von Gundoldingen

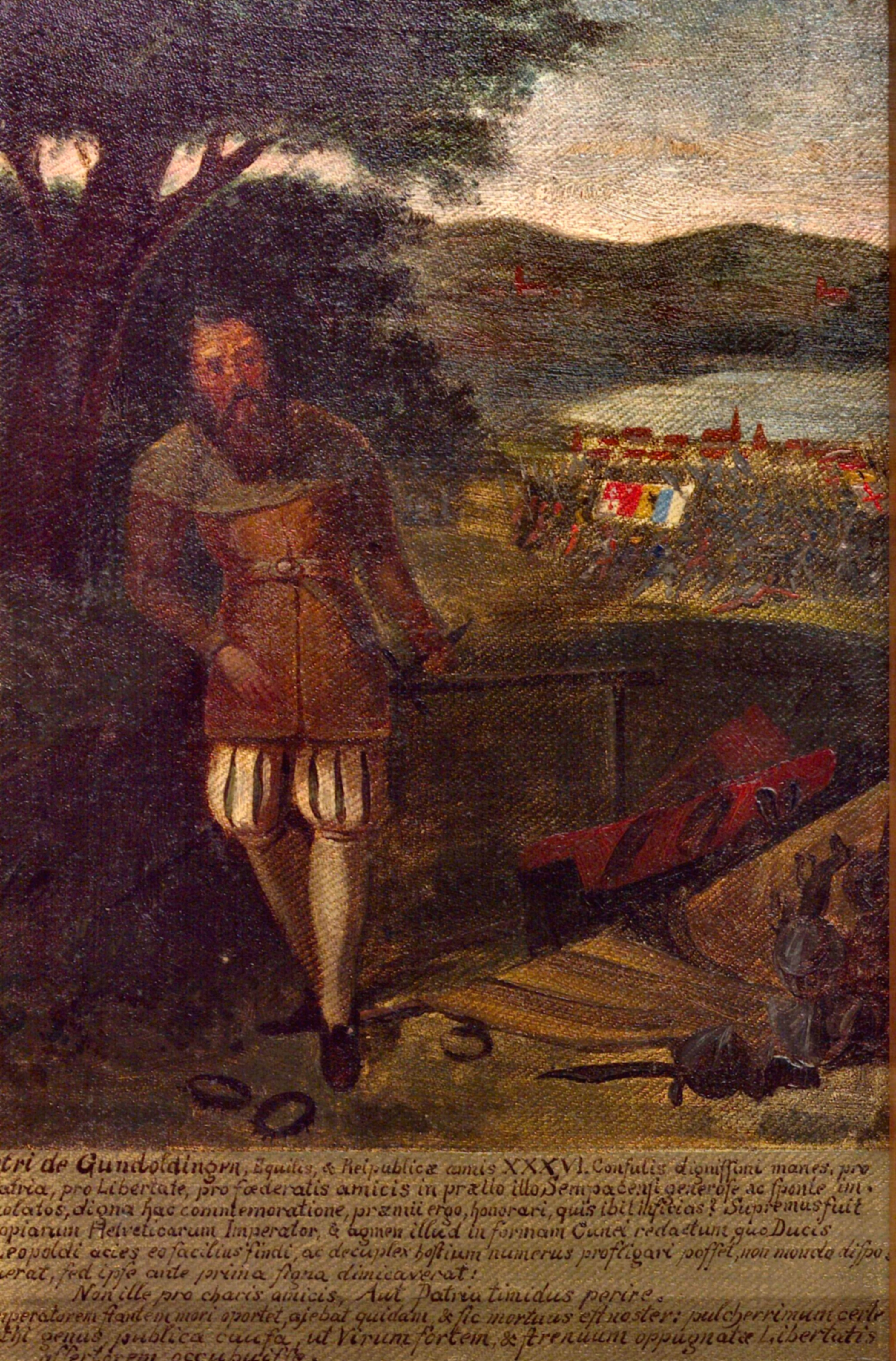
Porträt von Petermann von Gundoldingen

Petermann von Gundoldingen (* 14. Jahrhundert in Luzern; † 9. Juli 1386) war Schultheiss von Luzern und nahm an der Schlacht bei Sempach teil.

## Leben
Petermann von Gundoldingen war der Sohn des Werner Gundoldingen. Er war in erster Ehe mit Berchta von Garten und später mit Agnes von Moos verheiratet. Werner war vermutlich Gerber und 1352 der grösste Steuerzahler, das heisst, er war reichster Bürger von Luzern. Als Nachfolger seines Vaters war Gundoldingen Luzerner Schultheiss von 1361 bis zu seinem Rücktritt durch eine Verfassungsänderung im Dezember 1384. Unter ihm wurde Luzerns Wandel von einer Landstadt zur Territorialherrin eingeleitet. 
1366 übernahm Luzern die Pfandschaft über die Vogtsteuer von den Erben des Grafen Johann von Frohburg, was eine Grundlage der städtischen Erwerbspolitik bildete. 1370 wurde Gundoldingen von Grossmünster-Propst Bruno Brun (Sohn des Rudolf Brun) entführt, was zur Verfassung des sogenannten Pfaffenbriefs führte.
1379 wurde die Vogtei Ebikon an Petermann von Gundoldingen und seinen Sohn als österreichisches Lehen übertragen; im Folgejahr erwarb er die Vogtei Weggis für Luzern; ab 1380 kam es zu Burgrechtserteilungen im nachmaligen Luzerner Gebiet (Sempacherkrieg). 
Gundoldingen war als Schiedsrichter für die eidgenössischen Orte und Österreich tätig. 1384 wurde er Altschultheiss.
Am 3. Januar 1386 marschierte Gundoldingen mit den Eidgenossen nach Wolhusen, wo sie mit Jubel empfangen wurden. Sie verjagten den Vogt Peter von Thorberg und zerstörten seine beiden Burgen. 1386 erhielt er den Oberbefehl über die Luzerner Truppen, die er mit den Eidgenossen im Sempacherkrieg gegen Österreich führte.
Gemäss der Legende von Sempach fand er seinen Tod während der Schlacht. Dort heisst es: Ein Luzerner nach dem andern stürzte ins Gras. Das stolze Banner von Luzern wankte und fiel. Sechzig Männer lagen in ihrem Blute. Der Luzerner Führer Petermann von Gundoldingen sank sterbend zu Boden, und drohend begann sich jetzt die Speermauer zu bewegen. Petermann konnte sich unter den eidgenössischen Identifikationsfiguren nicht gegen Arnold Winkelried durchsetzen.

## Geschlecht «von Gundoldingen»

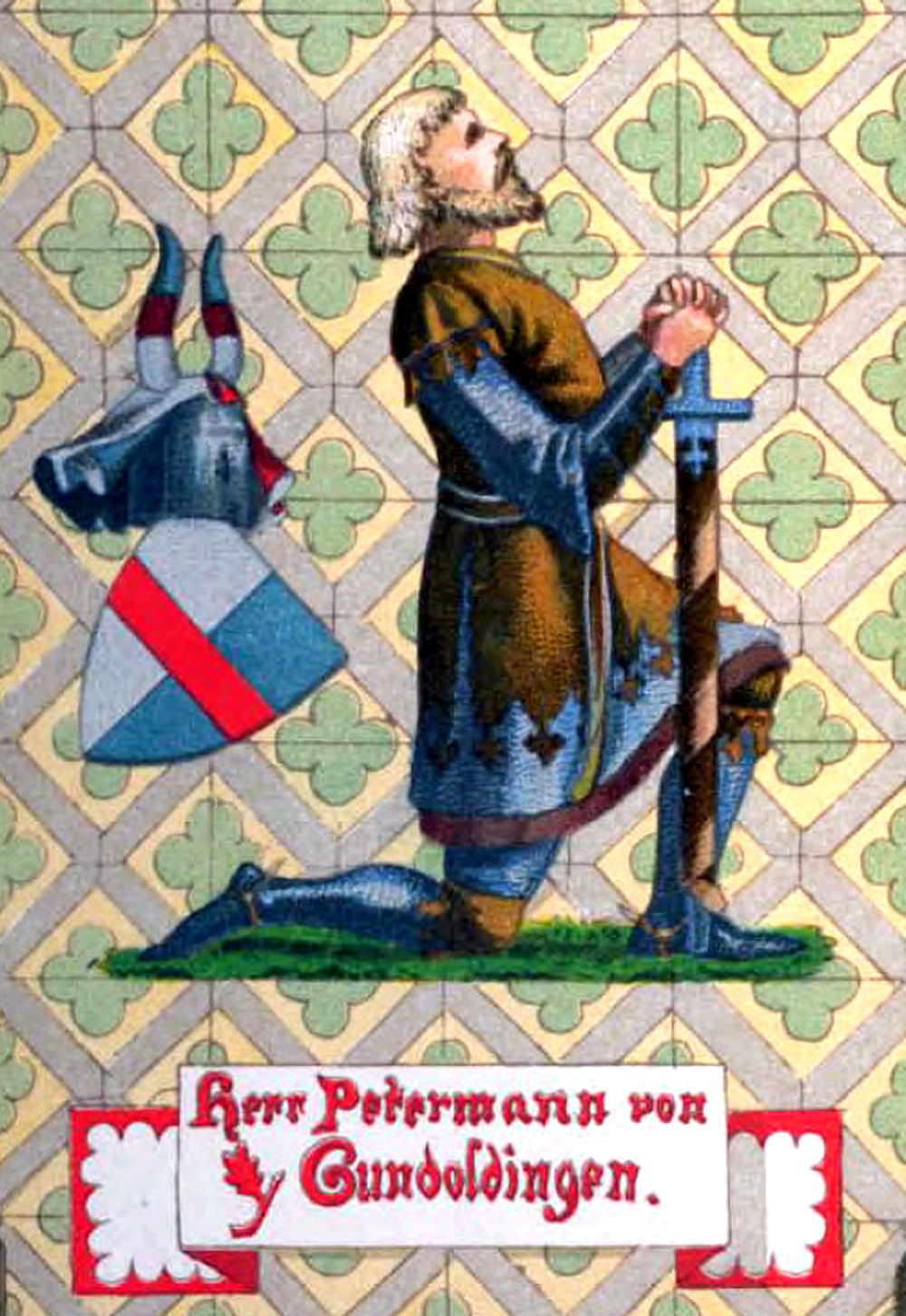
Petermann von Gundoldingen in Pusikan, Die Helden von Sempach, 1886

Die Luzerner Magistratsfamilie ist wahrscheinlich nach dem Hof Gundoldingen südlich von Hochdorf benannt. Dem mit Arnold von Gundelvingen 1312 erstmals in Luzern bezeugten Zweig gelang spätestens in der zweiten Generation ein rascher politischer und ökonomischer Aufstieg ohne formale Ritterqualifizierung, worauf Schiedsgerichtsleitungen sowie verwandtschaftliche Beziehungen zu den von Moos, von Büttikon und von Garten hinweisen. Ab 1329 waren die Gundoldingen Lehensleute des Klosters Luzern. Vor 1379 erfolgte eine österreichische Belehnung mit den Vogteien Ebikon und Rotsee. Mitglieder des Geschlechts lassen sich in der Herkunftsregion noch in der zweiten Hälfte des 15. Jahrhunderts nachweisen.

## Ehrung
Eine Inschrift an der Ostseite des Zürcher Rathauses besagt:
PET[er] M[ann] V. GVNTELI SCHVLTH. V. LUCERN. (= Petermann von Gundoldingen Schultheiss von Luzern) 1386. AVT MORS AVT VITA DECORA. (= Entweder ein Leben in Ehre oder der Tod)